# Samuel Collins (Mediziner)

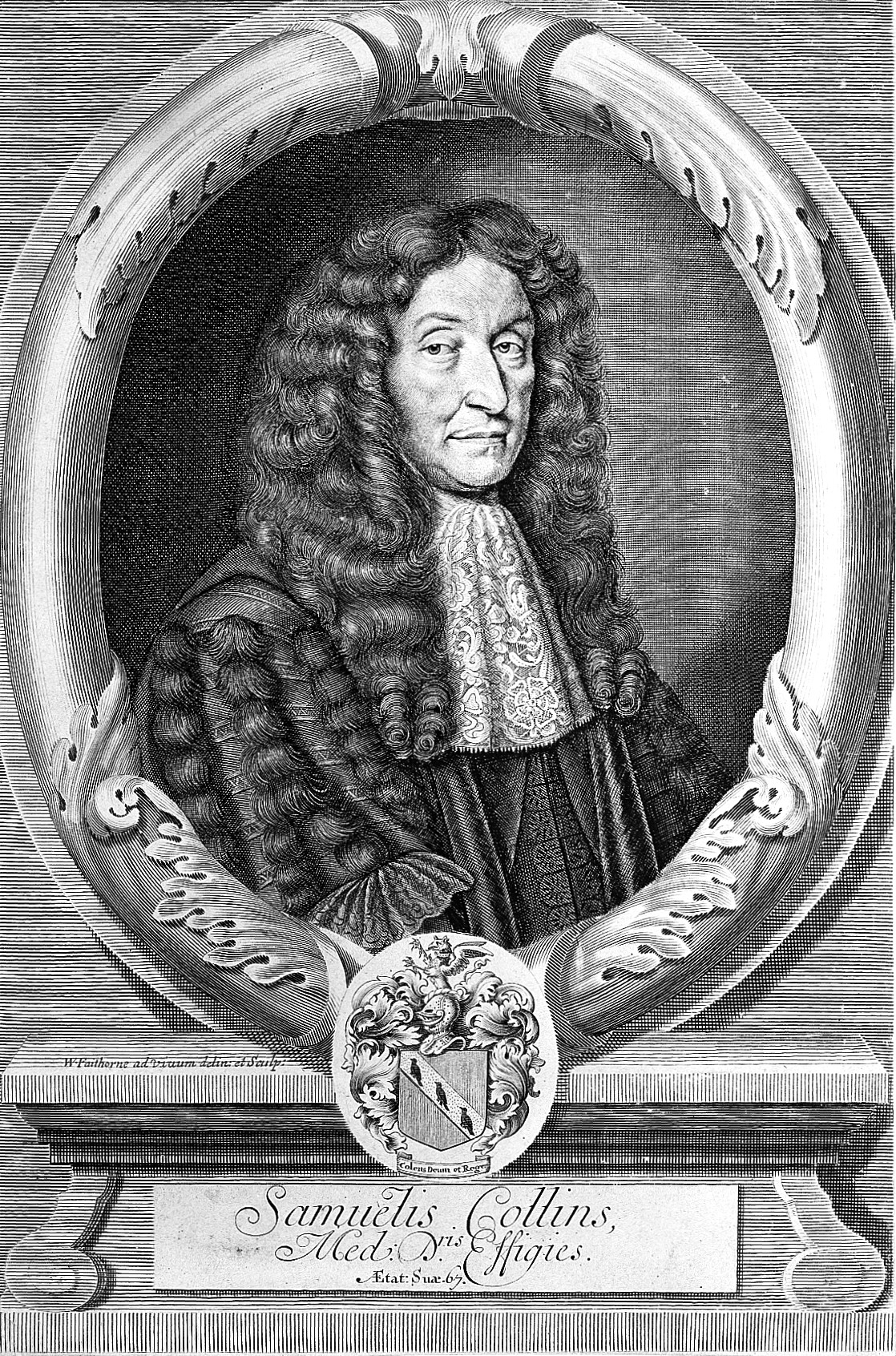
Samuel Collins

Samuel Collins (* 1619; † 26. Oktober 1670 in Paris) war ein englischer Arzt und Leibarzt des russischen Zaren.

## Leben
Collins wurde als Sohn eines Vikars geboren. Er studierte Medizin an der Universität Cambridge und war als Doktor der Medizin an den Universitäten Padua und Oxford tätig. Im Jahr 1659 oder 1660 wurde er Leibarzt des russischen Zaren Alexei I. in Moskau. Zugleich scheint er auch als Arzt des Patriarchen Nikon tätig gewesen zu sein, obwohl dieser, aufgrund einer Auseinandersetzung mit dem Zaren, außerhalb Moskaus lebte.
1666 wurde Collins auf eigenen Wunsch aus dem Dienst entlassen. Hochbeschenkt blieb er wohl jedoch noch bis 1669 in Moskau. Anschließend ließ er sich als Arzt zunächst in London nieder, ging jedoch nach kurzer Zeit nach Paris. Dort verstarb er nach einem Jahr.
Über seine Zeit in Russland hinterließ er Aufzeichnungen, die ein Jahr nach seinem Tode veröffentlicht wurden.

## Werke
- The Present State of Russia, London 1671, auf Deutsch 1929
- A Systeme Of Anatomy, Treating Of the Body of Man, Beasts, Birds, Fish, Insects, and Plants. Thomas Newcomb, London 1685 (Digitalisat)